# Deutsche Fußballmeisterschaft 1943/44
Die 37. deutsche Meisterschaftssaison 1943/44 konnte nur noch unter großen Mühen durchgeführt werden. Immer größer werdende Reiseprobleme, Spieler- und Ausrüstungsmangel, Bombenangriffe und andere Kriegsauswirkungen machten einen geregelten Spielbetrieb fast unmöglich.
Zahlreiche Vereine mussten sich während der Saison vom Spielbetrieb zurückziehen, und viele Spiele wurden am grünen Tisch entschieden oder kamen nicht in die Wertung. In einigen Sportbereichen wurde der Ligabetrieb nicht vollständig zu Ende geführt, sondern abgebrochen, nachdem der Staffelsieger oder Gaumeister festgestanden hatte.
Zur Erleichterung des Spielbetriebes spielte man in zahlreichen Sportbereichen in mehreren Regional-Staffeln, und es kam auch wieder zur Teilung von Sportbereichen. So wurde aus den Bereichen Südhannover-Braunschweig und Weser-Ems der neue Sportbereich Osthannover ausgegliedert, und der Sportbereich Sudetenland wurde in die Bereiche Sudetenland und Böhmen-Mähren geteilt. Damit erhöhte sich die Zahl der Sportbereiche auf 31.
Trotz aller Schwierigkeiten wurde die Meisterschaftssaison 1943/44 zu Ende gespielt, im Gegensatz zum 1944 angesetzten Pokalwettbewerb, der vor Beginn der Hauptrunde abgebrochen werden musste. Der Dresdner SC konnte in dieser letzten Kriegsmeisterschaft seinen Titel erfolgreich verteidigen. Im Finale besiegte er den Luftwaffen-Sportverein Hamburg klar mit 4:0.
Der Erfolg des LSV Hamburg war typisch für den Aufstieg der – zum großen Teil neu gebildeten – Militärvereine in diesen Jahren. Als Gauklassen-Neuling gewann der Verein sofort die Meisterschaft in Hamburg, nachdem er schon 1943 im reichsweiten Pokalfinale gestanden hatte, und erreichte 1944 das Meisterschaftsfinale. Er stützte sich ausschließlich auf Kriegsgastspieler. Ebenfalls zu diesen Vereinen zählte der Heeres-Sport-Verein Groß Born aus Pommern. Der Verein, der durch Verlegung aus dem Verein HSV Hubertus Kolberg hervorgegangen war, durchbrach in seinem ersten Jahr nicht nur die Dominanz der Vereine aus Stolp und Stettin in Pommern, sondern drang bei der Meisterschaftsendrunde bis ins Halbfinale vor, so weit wie noch keine andere pommersche Mannschaft.

## Teilnehmer an der Endrunde
| Verein                         | Qualifiziert als                                           |
| VfB Königsberg                 | → Meister der Sportbereichsklasse Ostpreußen               |
| Heeres-SV Groß Born            | → Meister der Sportbereichsklasse Pommern                  |
| Hertha BSC                     | → Meister der Sportbereichsklasse Berlin-Brandenburg       |
| Germania Königshütte           | → Meister der Sportbereichsklasse Oberschlesien            |
| STC Hirschberg                 | → Meister der Sportbereichsklasse Niederschlesien          |
| Dresdner SC                    | → Meister der Sportbereichsklasse Sachsen                  |
| SV Dessau 05                   | → Meister der Sportbereichsklasse Mitte                    |
| Holstein Kiel                  | → Meister der Sportbereichsklasse Schleswig-Holstein       |
| Luftwaffen-Sportverein Hamburg | → Meister der Sportbereichsklasse Hamburg                  |
| Luftwaffen-SV Rerik            | → Meister der Sportbereichsklasse Mecklenburg              |
| Wilhelmshaven 05               | → Meister der Sportbereichsklasse Weser-Ems                |
| Wehrmacht-SV Celle             | → Meister der Sportbereichsklasse Osthannover              |
| Eintracht Braunschweig         | → Meister der Sportbereichsklasse Südhannover-Braunschweig |
| FC Schalke 04                  | → Meister der Sportbereichsklasse Westfalen                |
| KSG SpV/48/99 Duisburg         | → Meister der Sportbereichsklasse Niederrhein              |
| KSG VfL Köln/SpVgg Sülz        | → Meister der Sportbereichsklasse Köln-Aachen              |
| Borussia Fulda                 | → Meister der Sportbereichsklasse Kurhessen                |
| TuS Neuendorf                  | → Meister der Sportbereichsklasse Moselland                |
| Kickers Offenbach              | → Meister der Sportbereichsklasse Hessen-Nassau            |
| KSG FV/AK Saarbrücken          | → Meister der Sportbereichsklasse Westmark                 |
| VfR Mannheim                   | → Meister der Sportbereichsklasse Baden                    |
| FC Mülhausen 93                | → Meister der Sportbereichsklasse Elsass                   |
| 1. Göppinger SV                | → Meister der Sportbereichsklasse Württemberg              |
| 1. FC Nürnberg                 | → Meister der Sportbereichsklasse Nordbayern               |
| FC Bayern München              | → Meister der Sportbereichsklasse Südbayern                |
| Nationalsozialistische TG Brüx | → Meister der Sportbereichsklasse Sudetenland              |
| Militär-SV Brünn               | → Meister der Sportbereichsklasse Böhmen-Mähren            |
| First Vienna FC 1894           | → Meister der Sportbereichsklasse Donau-Alpenland          |
| Luftwaffen-SV Danzig           | → Meister der Sportbereichsklasse Danzig-Westpreußen       |
| BSG SDW Posen                  | → Meister der Sportbereichsklasse Wartheland               |
| Luftwaffen-SV Mölders Krakau   | → Meister der Sportbereichsklasse Generalgouvernement      |

## 1. Runde
| Datum          |                         | Ergebnis             |                       | Stadion                                            |
| -------------- | ----------------------- | -------------------- | --------------------- | -------------------------------------------------- |
| 16. April 1944 | LSV Danzig              | 0:0 n. V.            | Hertha BSC            | Danzig, Albert-Forster-Stadion                     |
| 16. April 1944 | HSV Groß Born           | 6:4 (2:3)            | LSV Rerik             | Neustettin, Stadtplatz                             |
| 16. April 1944 | STC Hirschberg          | 7:0 (3:0)            | SDW Posen             | Hirschberg im Riesengebirge, Sportplatz Feigenmund |
| 16. April 1944 | Dresdner SC             | 9:2 (4:1)            | Germania Königshütte  | Dresden, Stadion am Ostragehege                    |
| 16. April 1944 | Holstein Kiel           | 3:2 n. V. (2:2, 2:0) | SV Dessau 05          | Kiel, Holstein-Stadion                             |
| 16. April 1944 | LSV Hamburg             | 4:0 (1:0)            | WSV Celle             | Hamburg, Stadion Hoheluft                          |
| 16. April 1944 | Eintracht Braunschweig  | 1:2 n. V. (1:1, 1:0) | Wilhelmshaven 05      | Braunschweig, Eintracht-Stadion                    |
| 16. April 1944 | FC Schalke 04           | 5:0 (2:0)            | TuS Neuendorf         | Gelsenkirchen, Glückauf-Kampfbahn                  |
| 16. April 1944 | KSG VfL Köln/SpVgg Sülz | 0:2 (0:1)            | KSG SV/48/99 Duisburg | Köln, Radrennbahn                                  |
| 16. April 1944 | FC Mülhausen 93         | 4:2 (3:2)            | Kickers Offenbach     | Mülhausen, Stadion Burzweiler                      |
| 16. April 1944 | Göppinger SV            | 3:5 (0:3)            | KSG FV/AK Saarbrücken | Stuttgart, Adolf-Hitler-Kampfbahn                  |
| 16. April 1944 | VfR Mannheim            | 2:1 n. V. (1:1, 1:0) | FC Bayern München     | Mannheim, Stadion                                  |
| 16. April 1944 | NSTG Brüx               | 0:8 (0:2)            | 1. FC Nürnberg        | Brüx, Paredler Straße                              |
| 16. April 1944 | MSV Brünn               | 3:6 (2:3)            | First Vienna FC 1894  | Brünn                                              |
| 16. April 1944 | LSV Mölders Krakau      | 1:4 (0:1)            | VfB Königsberg        | Krakau                                             |
| 23. April 1944 | Hertha BSC              | 7:1 (4:1)            | LSV Danzig            | Berlin, Stadion am Gesundbrunnen                   |
|                | Borussia Fulda          | Freilos              |                       |                                                    |

## Achtelfinale
| Datum        |                       | Ergebnis             |                     | Stadion                          |
| ------------ | --------------------- | -------------------- | ------------------- | -------------------------------- |
| 7. Mai 1944  | VfB Königsberg        | 3:10 (1:5)           | HSV Groß Born       | Königsberg, Friedländer Torplatz |
| 7. Mai 1944  | First Vienna FC 1894  | 5:0 (5:0)            | STC Hirschberg      | Wien, Praterstadion              |
| 7. Mai 1944  | Hertha BSC            | 4:2 (3:1)            | Holstein Kiel       | Berlin, Stadion am Gesundbrunnen |
| 7. Mai 1944  | Borussia Fulda        | 2:9 (0:3)            | Dresdner SC         | Fulda, Stadion Johannisau        |
| 7. Mai 1944  | Wilhelmshaven 05      | 1:1 n. V. (1:1, 1:0) | LSV Hamburg         | Wilhelmshaven, Marinesportplatz  |
| 7. Mai 1944  | KSG SV/48/99 Duisburg | 2:1 (1:0)            | FC Schalke 04       | Duisburg, Wedaustadion           |
| 7. Mai 1944  | KSG FV/AK Saarbrücken | 5:3 (2:1)            | FC Mülhausen 93     | Saarbrücken, Stadion Kieselhumes |
| 7. Mai 1944  | 1. FC Nürnberg        | 3:2 (1:2)            | VfR Mannheim        | Nürnberg, Städtisches Stadion    |
| 14. Mai 1944 | LSV Hamburg           | 4:2 (3:1)            | SpVgg Wilhelmshaven | Hamburg, Stadion Hoheluft        |

## Viertelfinale
| Datum        |                       | Ergebnis  |                       | Stadion                               |
| ------------ | --------------------- | --------- | --------------------- | ------------------------------------- |
| 21. Mai 1944 | HSV Groß Born         | 3:2 (2:1) | Hertha BSC            | Stettin, Richard-Lindemann-Sportplatz |
| 21. Mai 1944 | LSV Hamburg           | 3:0 (2:0) | KSG SV/48/99 Duisburg | Hamburg, Stadion Hoheluft             |
| 21. Mai 1944 | KSG FV/AK Saarbrücken | 1:5 (1:2) | 1. FC Nürnberg        | Saarbrücken, Stadion Kieselhumes      |
| 21. Mai 1944 | Dresdner SC           | 3:2 (1:1) | First Vienna FC 1894  | Dresden, Stadion am Ostragehege       |

## Halbfinale
| Datum        |             | Ergebnis  |                | Stadion                          |
| ------------ | ----------- | --------- | -------------- | -------------------------------- |
| 4. Juni 1944 | LSV Hamburg | 3:2 (3:0) | HSV Groß Born  | Hannover, Hindenburgkampfbahn    |
| 4. Juni 1944 | Dresdner SC | 3:1 (2:1) | 1. FC Nürnberg | Erfurt, Mitteldeutsche Kampfbahn |

## Spiel um Platz 3
| Datum         |                | Ergebnis |               |
| ------------- | -------------- | -------- | ------------- |
| 17. Juni 1944 | 1. FC Nürnberg | 1        | HSV Groß Born |

## Finale
| Dresdner SC | Dresdner SC | LSV Hamburg | LSV Hamburg |
| --- | --- | --- | ----------- |
| Dresdner SC | \| Sonntag, 18. Juni 1944 in Berlin (Olympiastadion) \| \| Ergebnis: 4:0 (1:0) \| \| Zuschauer: 70.000 \| \| Schiedsrichter: Peter Trompetter (Köln–Mülheim) 00000Spielbericht Das große Endspiel um die Deutsche Fußballmeisterschaft 1944 hat, wie man dies wohl allgemein erwartet hat, mit einem glatten und überlegenen Siege des Vorjahrsmeisters, Dresdner SC., geendet, der heute zweifellos die beste Fußballelf des Reiches repräsentiert. Die Dresdner erwiesen sich als die weitaus reifere und vor allem technisch besser beschlagene Mannschaft, während sich die Hamburger Flieger doch zumeist auf Wucht und Härte einstellten. Vor allem war es der blendende Angriff der Sachsen, der immer wieder prächtige Aktionen aufbaute, die dann auch vornehmlich in der zweiten Spielhälfte zu zählbaren Erfolgen führten. […] 65.000 waren erschienen, um das Spiel mitzuerleben und sie wurden auch nicht enttäuscht, sie sahen einen vom Anpfiff bis zum Ende spannenden und sportlich hochstehenden Kampf. In der 19. Minute der ersten Spielhälfte fällt der erste Treffer durch den gefinkelten [östr. für schlauen, durchtriebenen][1] rechten Flügelstürmer Voigtmann. Der gleiche Spieler ist es, der fünf Minuten nach Wiederbeginn den Stand auf 2:0 für DSC. stellt. In der 15. Minute der zweiten Hälfte ist es Schön, der zum dritten Mal das Leder in den Kasten der Hamburger setzt, und damit ist das Spiel praktisch entschieden. Fünf Minuten vor Spielende erhöht dann noch Schaffer den Stand auf 4:0, und bald darauf verkündet Schiedsrichter Tromppeter das Ende des großen Spieles.[2] \| | \| Sonntag, 18. Juni 1944 in Berlin (Olympiastadion) \| \| Ergebnis: 4:0 (1:0) \| \| Zuschauer: 70.000 \| \| Schiedsrichter: Peter Trompetter (Köln–Mülheim) 00000Spielbericht Das große Endspiel um die Deutsche Fußballmeisterschaft 1944 hat, wie man dies wohl allgemein erwartet hat, mit einem glatten und überlegenen Siege des Vorjahrsmeisters, Dresdner SC., geendet, der heute zweifellos die beste Fußballelf des Reiches repräsentiert. Die Dresdner erwiesen sich als die weitaus reifere und vor allem technisch besser beschlagene Mannschaft, während sich die Hamburger Flieger doch zumeist auf Wucht und Härte einstellten. Vor allem war es der blendende Angriff der Sachsen, der immer wieder prächtige Aktionen aufbaute, die dann auch vornehmlich in der zweiten Spielhälfte zu zählbaren Erfolgen führten. […] 65.000 waren erschienen, um das Spiel mitzuerleben und sie wurden auch nicht enttäuscht, sie sahen einen vom Anpfiff bis zum Ende spannenden und sportlich hochstehenden Kampf. In der 19. Minute der ersten Spielhälfte fällt der erste Treffer durch den gefinkelten [östr. für schlauen, durchtriebenen][1] rechten Flügelstürmer Voigtmann. Der gleiche Spieler ist es, der fünf Minuten nach Wiederbeginn den Stand auf 2:0 für DSC. stellt. In der 15. Minute der zweiten Hälfte ist es Schön, der zum dritten Mal das Leder in den Kasten der Hamburger setzt, und damit ist das Spiel praktisch entschieden. Fünf Minuten vor Spielende erhöht dann noch Schaffer den Stand auf 4:0, und bald darauf verkündet Schiedsrichter Tromppeter das Ende des großen Spieles.[2] \| | LSV Hamburg |
| Dresdner SC | Willibald Kreß – Fritz Belger, Heinz Hempel – Herbert Pohl, Walter Dzur, Helmut Schubert – Rudi Voigtmann, Helmut Schön, Fritz Machate, Richard Hofmann, Heinrich Schaffer Cheftrainer: Georg Köhler | Willy Jürissen – Karl Miller, Reinhold Münzenberg – Walter Ochs, Heinrich Gärtner, Robert Gebhardt – Fritz Zahn, Heinz Mühle, Willi Gornick, Ludwig Janda, Jakob Lotz Cheftrainer: Karl Höger | LSV Hamburg |
| Dresdner SC | 1:0 Voigtmann (19.) 2:0 Voigtmann (50.) 3:0 Schön (61.) 4:0 Schaffer (85.) | | LSV Hamburg |
| Sonntag, 18. Juni 1944 in Berlin (Olympiastadion) | | |             |
| Ergebnis: 4:0 (1:0) | | |             |
| Zuschauer: 70.000 | | |             |
| Schiedsrichter: Peter Trompetter (Köln–Mülheim) 00000Spielbericht Das große Endspiel um die Deutsche Fußballmeisterschaft 1944 hat, wie man dies wohl allgemein erwartet hat, mit einem glatten und überlegenen Siege des Vorjahrsmeisters, Dresdner SC., geendet, der heute zweifellos die beste Fußballelf des Reiches repräsentiert. Die Dresdner erwiesen sich als die weitaus reifere und vor allem technisch besser beschlagene Mannschaft, während sich die Hamburger Flieger doch zumeist auf Wucht und Härte einstellten. Vor allem war es der blendende Angriff der Sachsen, der immer wieder prächtige Aktionen aufbaute, die dann auch vornehmlich in der zweiten Spielhälfte zu zählbaren Erfolgen führten. […] 65.000 waren erschienen, um das Spiel mitzuerleben und sie wurden auch nicht enttäuscht, sie sahen einen vom Anpfiff bis zum Ende spannenden und sportlich hochstehenden Kampf. In der 19. Minute der ersten Spielhälfte fällt der erste Treffer durch den gefinkelten [östr. für schlauen, durchtriebenen] rechten Flügelstürmer Voigtmann. Der gleiche Spieler ist es, der fünf Minuten nach Wiederbeginn den Stand auf 2:0 für DSC. stellt. In der 15. Minute der zweiten Hälfte ist es Schön, der zum dritten Mal das Leder in den Kasten der Hamburger setzt, und damit ist das Spiel praktisch entschieden. Fünf Minuten vor Spielende erhöht dann noch Schaffer den Stand auf 4:0, und bald darauf verkündet Schiedsrichter Tromppeter das Ende des großen Spieles. | | |             |